# HD24803
HD24803 — хімічно пекулярна зоря спектрального класу A0, що має видиму зоряну величину в смузі V приблизно  8,8.
Вона  розташована на відстані близько 862,8 світлових років від Сонця.